# 蒂莫·霍恩
蒂莫·霍恩（德語：Timo Horn；1993年5月12日—）是一位德國足球運動員，在場上的位置是守門員。現效力於德甲球隊波鸿。他在2012-13賽季首次代表科隆出場。